# کوان سو-هیون
کوان سو-هیون (به انگلیسی: Kwon So-hyun)(زاده ۳۰ اوت ۱۹۹۴) خواننده، بازیگر کره‌ای است.